# Férfi összerakható kajak kettes 10 000 méter az 1936. évi nyári olimpiai játékokon
Az 1936. évi nyári olimpiai játékokon a kajak-kenu férfi összerakható kajak kettes 10 000 méteres versenyszámát augusztus 7-én rendezték Berlin-Grünau-ban. A férfi összerakható kajak kettes 10 000 méter versenyszámát ezen az egy olimpián rendezték meg.

## Eredmények
A rövidítések jelentése a következő:
- OB: olimpiai legjobb idő

### Döntő
| Helyezés | Nemzet                                                      | Idő     | Mj |
| -------- | ----------------------------------------------------------- | ------- | -- |
| Arany    | Svédország (SWE) · Sven Johansson · Erik Bladström          | 45:48,9 | OB |
| Ezüst    | Németország (GER) · Willi Horn · Erich Hanisch              | 45:49,2 |    |
| Bronz    | Hollandia (NED) · Pieter Wijdekop · Cornelis Wijdekop       | 46:12,4 |    |
| 4.       | Ausztria (AUT) · Adolf Kainz · Alfons Dorfner               | 46:26,1 |    |
| 5.       | Csehszlovákia (TCH) · Otakar Kouba · Ludvík Klíma           | 47:46,2 |    |
| 6.       | Svájc (SUI) · Eugen Knoblauch · Emil Bottlang               | 47:54,4 |    |
| 7.       | Egyesült Államok (USA) · John Lysak · James O'Rourke        | 49:46,0 |    |
| 8.       | Belgium (BEL) · Armand Pagnoulle · Charles Pasquier         | 49:57,1 |    |
| 9.       | Nagy-Britannia (GBR) · Alexander Brearley · John Dudderidge | 50:12,0 |    |
| 10.      | Kanada (CAN) · Stanley Potter · Frank Willis                | 50:31,9 |    |
| 11.      | Jugoszlávia (YUG) · Metod Gaberšček · Bojan Savnik          | 50:36,4 |    |
| 12.      | Magyarország (HUN) · Kolnai István · Poór Tibor             | 50:46,4 |    |
| 13.      | Luxemburg (LUX) · André Zimmer · Jean Strauss               | 50:47,1 |    |